# Quần đảo Rendezvous
Quần đảo Rendezvous là một nhóm đảo thuộc quần đảo Discovery, tỉnh bang British Columbia, Canada. Tọa lạc giữa đảo Vancouver và bờ biển đất liên thuộc Canada, nằm trong vùng nước giữa eo biển Georgia và eo biển Johnstone.
Quần đảo Rendezvous nằm trong Calm channel, về phía đông và phía bắc là đảo Read. Đảo Maurelle nằm về phía tây, và đảo Raza ở phía đông bắc, Sutil Channel và đảo Cortes nằm ở phía nam.